# Panzerzug Odsiecz I
Der Eisenbahn-Panzerzug Odsiecz I (deutsch: Erleichterung) war ein polnischer Panzerzug aus der Zeit des Polnisch-Ukrainischen Krieges von 1919.

## Geschichte
Im November 1918 wurde beim Kierownictwo Budowy Pociągów Pancernych (kurz: KBPP, deutsch: Baumanagement für Panzerzüge) in Krakau ein neuer Panzerzug mit der Nummer 5 und dem Namen Odsiecz fertiggestellt. Nur kurze Zeit später wurde der Zug umbenannt in Odsiecz I. Anfang Dezember 1918 wurde der Panzerzug mit weiteren Panzerwagen aus Nowy Sącz aufgerüstet und erweitert. Am 7. Dezember 1918 wurde der Panzerzug offiziell in Dienst gestellt.

## Technische Daten

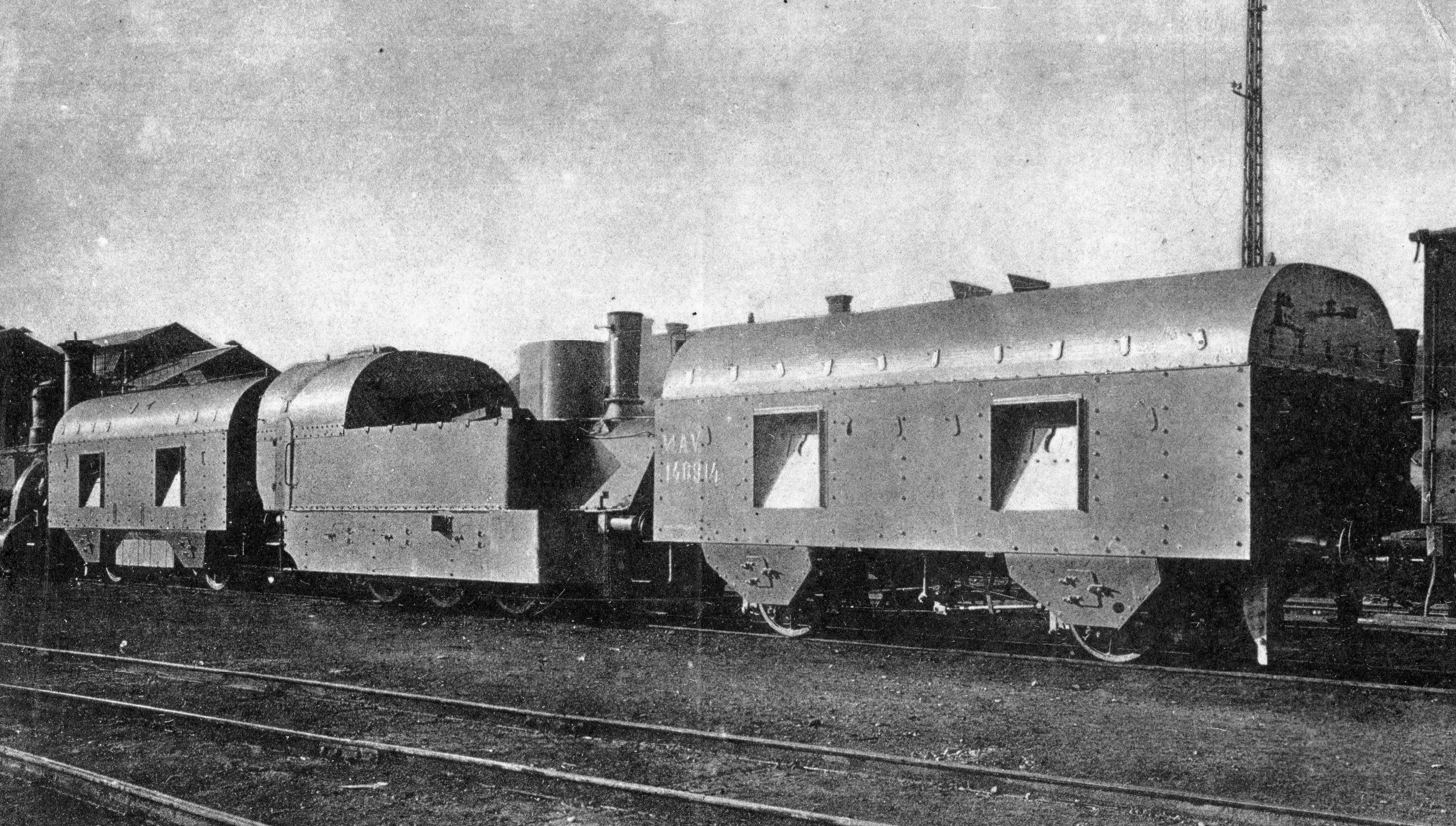
Eine gepanzerte Dampflokomotive 377 (hier 377,116) des österreichisch-ungarischen Panzerzug II. mit Maschinengewehrwagen

Die Lokomotive war eine ungarische Dampflokomotive vom Typ MÁV XII mit der Werksnummer Budapest 1295/1898 (kurz: Bp 1295/98) der Lokomotivfabrik Ganz in Budapest. Bei der ungarischen Staatsbahn erhielt die Lokomotive die Seriennummern MÁV III 377,402 und wurde während des Ersten Weltkrieges im österreich-ungarischen Panzerzug III. eingesetzt. Nachdem die Lokomotive am Ende des Ersten Weltkrieges an Polen übergeben wurde, erhielt diese die Bezeichnung TKh103-02. Die Lokomotive wurde vom österreichisch-ungarischen Heer mit 12 mm dicken Blechen gepanzert. Die polnischen Ingenieure fügten der Panzerung 40 mm dicke Eichenbretter hinzu. Da die Lokomotive mit der Zeit jedoch zu schwach war um einen Panzerzug zu bewegen, wurde 1920 die Panzerung entfernt und die Lokomotive an zivile Behörden übergeben.
Über eine genaue Zusammensetzung und Anzahl der Artilleriewagen ist nichts Schriftliches bekannt. Auf Fotos ist jedoch zu sehen, dass der Panzerzug teilweise offene Plattformwagen mit aufgesetzten Feldgeschützen besaß. Klar erkennbar ist auf dem Foto auch, dass es sich um erbeutete österreichische Flachwagen handelt, da dort die Aufschrift k.k.St.B. Südwest zu lesen ist. Daneben wurde das Wappen des polnischen Adlers angebracht und darunter der Schriftzug ODSIECZ Weiterhin gab es mindestens einen verbesserten Artilleriewagen mit gepanzerten Seiten und einem Dach, welcher mit einer 10-cm-Feldhaubitze M. 14 (Skoda) bestückt war. Durch die Erbeutung von österreichisch-ungarischen Panzerzügen verfügte der Panzerzug Odsiecz I über mindestens einen österreichischen Artilleriewagen mit einer 9-cm-Kanone M.1875/1896. Auch kann durch Fotos bestätigt werden, dass der Panzerzug über mehrere gedeckte Infanteriewagen oder Sturmwagen verfügte.

## Einsatz
Anfang November 1918 begann die Einsatzzeit des neu aufgestellten Panzerzuges aus Krakau, welcher erst den Namen Odsiecz und später Odsiecz I erhielt. Allerdings verblieb dieser vorerst in Krakau und diente als Ausbildungszug für die Besatzung. Der damalige Zugkommandant war Leutnant Kazimierz Ajdukiewicz, ein polnischer Philosoph und Logiker der Lemberg-Warschau-Schule.
Der Zug wurde im Dezember 1918 in die Nähe der Stadt Rzyczki verlegt. Dort kam es am 22. Dezember 1918 zum ersten Gefecht, als dieser ukrainische Stellungen in der Stadt unter Beschuss nahm. Am 7. Januar 1919 unterstützte der Panzerzug das polnische 1. Bataillon des polnischen 36. Infanterieregiments an der Eisenbahnlinie von Rawa-Ruska nach Żółkiew. Dabei kam es zu mehreren Kämpfen bei den Ortschaften Zagórnia und Hołe Rawskie. Auch unterstützte die Besatzung mit dem Panzerzug die Eroberung des Ortes Żółkiew. Am 11. Januar traf der Zug in Lemberg ein. Allerdings kam es beim Vormarsch auf Lemberg zu mehreren Fehlern der Besatzung. So vergaß sie während des Durchbruchs nach Lemberg fünf Wagen mit Munition am Bahnhof von Schowkwa.
Am 22. Februar 1919 gelang es den ukrainischen Truppen in der Nähe der Ortschaft Gródek Jagielloński, einen Teil des Panzerzuges zum Entgleisen zu bringen. Dabei gingen ein Artilleriewagen und ein Abstoßwagen verloren. Der restliche Teil des Panzerzuges zog sich nach Lemberg zurück und wurde dort repariert. Zusätzlich wurden dort neue Kampfwagen angekoppelt. Ab dem 17. Juli wurde Leutnant Jan Nowak neuer Zugkommandant. 
Was nach Juli 1919 mit dem Panzerzug geschehen ist, ist unbekannt. Sehr wahrscheinlich ist es jedoch, dass der Panzerzug Ende 1919 aufgelöst und die Wagen auf andere Panzerzüge aufgeteilt wurden.

## Zugpersonal
- Zugkommandant Leutnant Kazimierz Ajdukiewicz (November 1918 – 17. Juli 1919)
- Zugkommandant Leutnant Jan Nowak (17. Juli 1919 – Ende 1919)
- Artilleriehauptmann Kazimierz Wachowicz
- Leutnant Włodzimierz Małek